# Premi Dona i Esport
El Premi Dona i Esport, també conegut amb el nom de Premi Mireia Tapiador, és un premi organitzat i convocat anualment, creat l'any 2006 per l'Institut Barcelona Esports amb l'objectiu de fer visible la tasca de les dones en el món de l'esport i difondre històries i reflexions sobre el paper de la dona en aquest àmbit.
Des del principi, s'atorgava només un premi a la trajectòria d'una esportista. A partir de 2012, van establir-se tres categories: Premi Mireia Tapiador a la promoció de l'esport, dirigit a les dones que hagin destacat en la seva tasca de difusió i promoció de l'esport; Premi a la Dona Esportista, que distingeix la trajectòria esportiva i repercussió social d'una esportista; i el Premi al Mitjà de Comunicació, que reconeix les persones o els mitjans que han destacat per la tasca de promoció i difusió de fets, activitats i èxits relacionats amb les dones i l'esport. L'any següent va afegir-se la categoria de Premi al club esportiu de la ciutat, que té la finalitat de reconèixer a l'entitat esportiva de Barcelona que ha destacat per la seva tasca de promoció de l'esport femení per la seva trajectòria o la consecució d'una fita esportiva en l'àmbit de l'esport femení.

## Llista de guardonades[4]
| Edició | Any  | Premi Mireia Tapiador a la Promoció de l'Esport             | Premi a la Dona Esportista | Premi al Mitjà de Comunicació           | Premi al Club Esportiu                |
| ------ | ---- | ----------------------------------------------------------- | -------------------------- | --------------------------------------- | ------------------------------------- |
| -      | 2007 | Roser Ponsati i Capdevila                                   | N/D                        | N/D                                     | N/D                                   |
| I      | 2008 | Adela Piera Escofet (finalista: Rosa María López Robles)    | N/D                        | N/D                                     | N/D                                   |
| II     | 2009 | Katy Mayr Lubillo (finalista: Josepa Soler i Erill)         | N/D                        | N/D                                     | N/D                                   |
| III    | 2010 | Montserrat Vergé i Grau (finalista: Carme Romeu)            | N/D                        | N/D                                     | N/D                                   |
| IV     | 2011 | Milagros García i Bonafé (finalista: Anna Corbella i Jordi) | N/D                        | N/D                                     | N/D                                   |
| V      | 2012 | Marta Vilajosana Andreu (finalista: Sylvana Maestre)        | N/D                        | N/D                                     | N/D                                   |
| VI     | 2013 | Montserrat Gracia                                           | Carmen Perea Alcalá        | Encordades (documental)                 | N/D                                   |
| VII    | 2014 | Rosa Maria Laguna Valero                                    | Mireia Miró i Varela       | Ni tan alt ni tan difícil               | Club Natació Kallípolis               |
| VIII   | 2015 | Olga Palau Barberà                                          | Jessica Vall i Montero     | Campiones                               | CVB Barça                             |
| IX     | 2016 | Núria Puig i Barata                                         | Laia Talarn Compañó        | Maria Guixà                             | Club Natació Sant Andreu              |
| X      | 2017 | Encarnación Hernández Ruiz                                  | Erika Villaécija i García  | Qui té la voluntat té la força (llibre) | Club d'Atletisme Nou Barris           |
| XI     | 2018 | Sylvana Maestre                                             | Ainara Andrea Acevedo      | Lola Garcia Fuentes                     | BUC Rugby                             |
| XII    | 2019 | Maria Àngela Escudero Álvarez                               | Lucía Sainz i Pelegrí      | Mireia Vicente Diez                     | Club Bàsquet Santa Rosa de Lima Horta |
| XIII   | 2020 | Merche Ríos Hernández                                       | Anna Espar i Llaquet       | Begoña Villarrubia Renom                | CE Handbol BCN Sants                  |
| XIV    | 2021 | Hortènsia Graupera Monar                                    | Laia Sanz i Pla-Giribert   | AE Ciutat Vella - ‘Som marimachos’      | Associació Esportiva Nou Barris       |
| XV     | 2022 | Pilar Lladó i Badia                                         | Sílvia Vidal i Martí       | Mònica Planas i Callol                  | Club Esportiu Les Panteres Grogues    |
| XVI    | 2023 | Maria Planas Monge                                          | Laura Ester i Ramos        | Imma Pedemonte i Sarañana               | Club Esportiu Barcelona Tsunami       |